# Hyperchirioides guineensis
Hyperchirioides guineensis är en fjärilsart som beskrevs av Embrik Strand 1912. Hyperchirioides guineensis ingår i släktet Hyperchirioides och familjen påfågelsspinnare. Inga underarter finns listade i Catalogue of Life.